# Inscription Hathigumpha

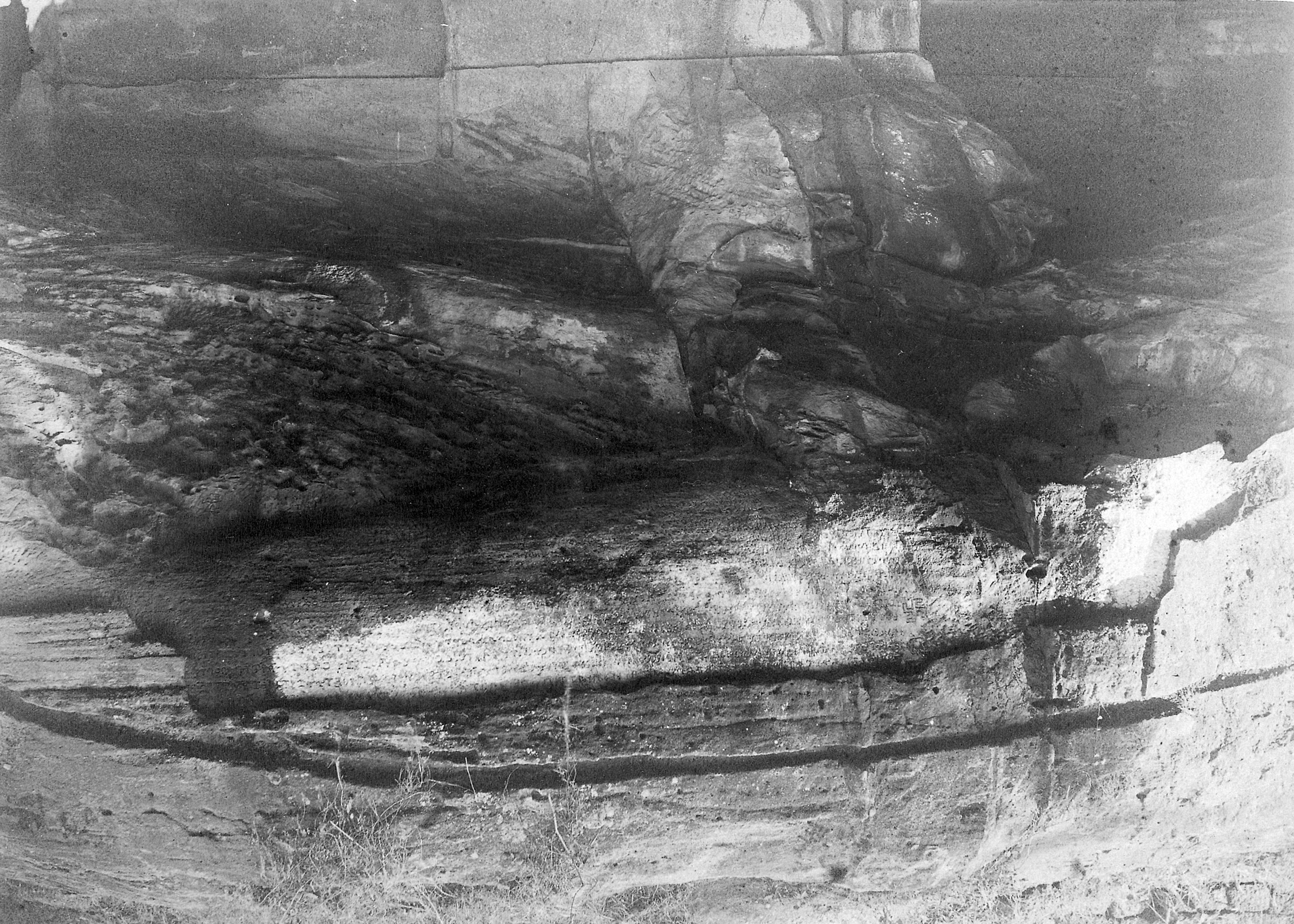
Inscription Hathigumpha. Photographie provenant des collections de l’Archaeological Survey of India, prise par William Henry Cornish aux alentours de 1892.

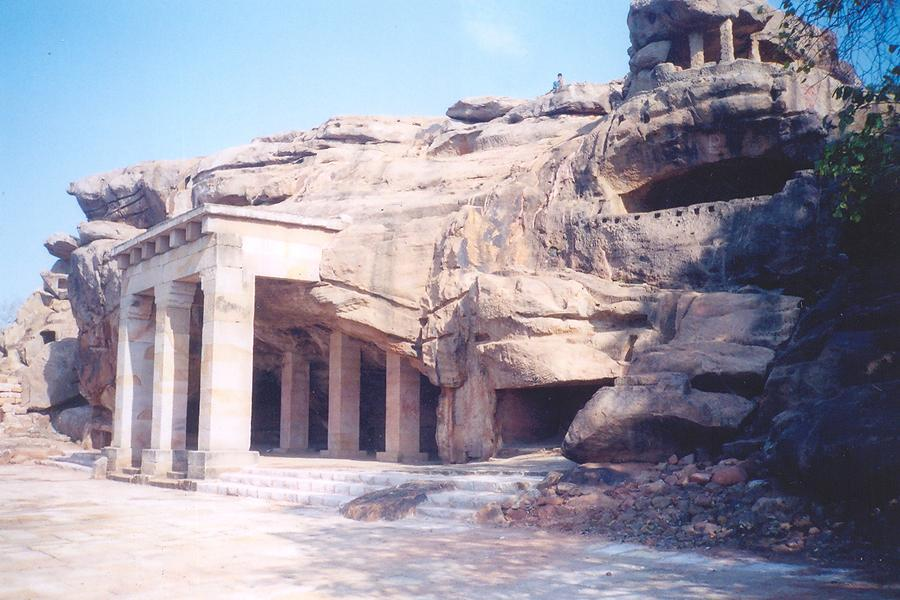
Hathigumpha, sur les collines de Udayagiri, Bhubaneswar.

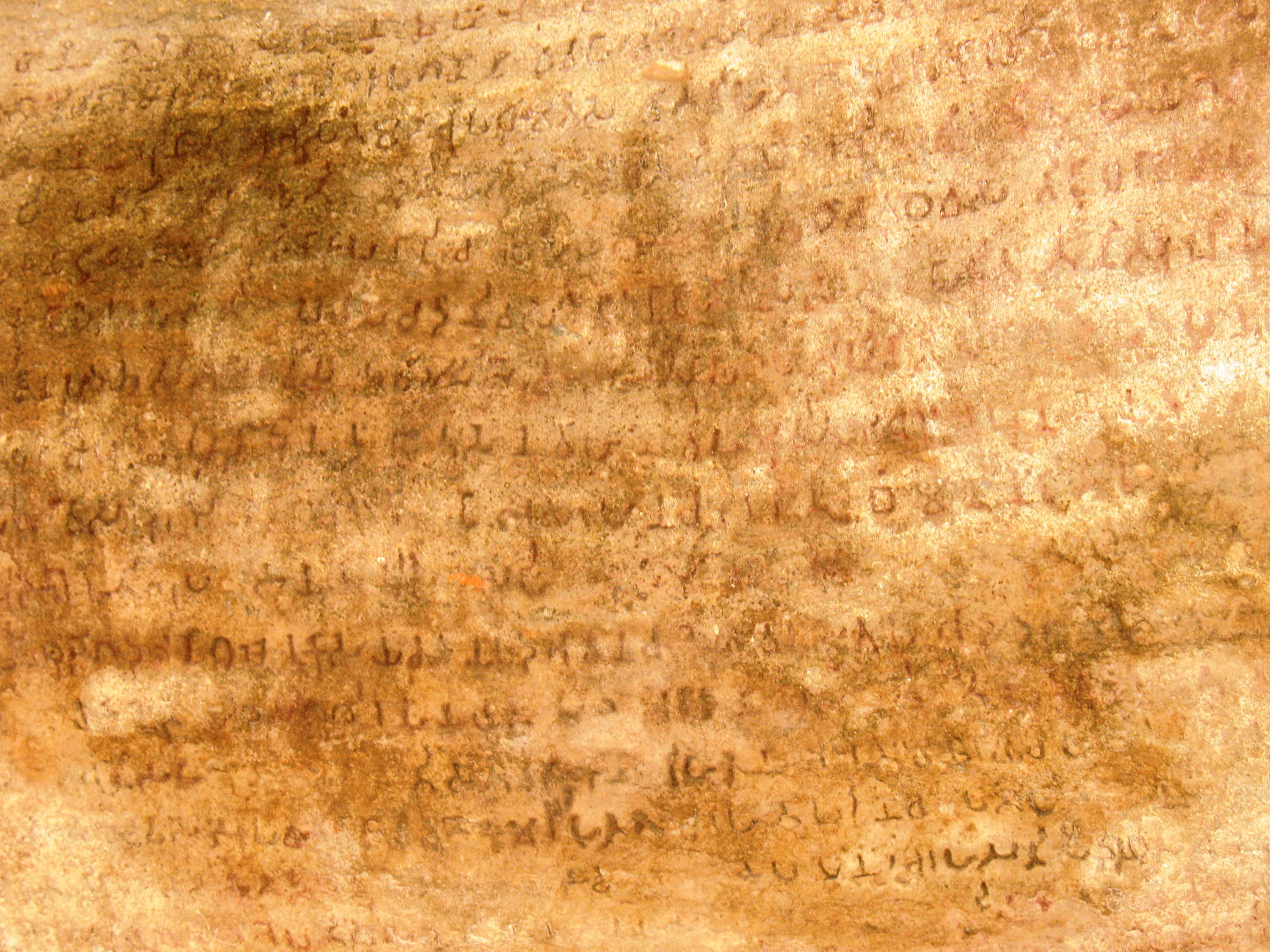
Inscription Hathigumpha du roi Khāravela sur les collines de Udayagiri.

L'inscription Hathigumpha (la « grotte de l'éléphant ») de Udayagiri, près de Bhubaneshwar, dans l'Orissa, fut gravée sur les ordres de Kharavela, le souverain de l'empira Kalinga, en Inde, au IIe siècle av. J.-C. L'inscription Hathigumpha se compose de dix-sept lignes profondément gravées en caractères Brahmi sur le surplomb d'une caverne naturelle appelée Hathigumpha sur le flanc sud des collines de Udayagiri près de Bhubaneshwar. Elle fait directement face à la roche des édits d'Ashoka à Dhauli, située à une distance d'environ 10 kilomètres. 
L'inscription est gravée en utilisant ce que l'on considère comme une des formes les plus archaïques de l'alphabet Brahmi kalinga, ce qui suggère également une datation aux environs de 150 av. J.-C..